# إبهاج المؤمنين بشرح منهج السالكين
إبهاج المؤمنين بشرح منهج السالكين. هو كتاب فقه إسلامي للشيخ محمد عبد الله بن عبد الرحمن بن عبد الله الجبرين، وهو شرح لكتاب منهج القاصدين و توضيح الفقه في الدين للعلامة أبي عبد الله عبد الرحمن بن ناصر السعدي.

## قصة الكتاب
قام الشيخ عبد الله الجبرين بشرح الكتاب المختصر في الفقه للعلامة السعدي عام 1416هـ في الدورات الصيفية في مساجد الرياض على الجمهور الحاضرين و الذين يفوق عددهم الألفين و كانت مدة شرح الكتاب قصيرة ثلاث أسابيع، وقد سجلت كل مواد الشرح في أشرطة و عرضها الطلبة على الشيخ فصحح الكثير من العبارات وحذف الجمل المتكررة و الكلمات الزائدة، وقام بتصحيح العبارة و توضيح المعنى وقام بعض الطلاب بتخريج الأحاديث التي ذكرها في الشرح وقد تم عزوها إلى أماكنها باختصار، دون التعرض للحكم على الحديث إلا ما ينقل عن كتب الشيخ محمد ناصر الدين الألباني من تصحيح و تحسين، ذلك وقع الشيخ الجبرين على إحالة بعضها إلى أماكنها في شرح الزركشي على مختصر الخرقي.
و لقد قام بإعداد الكتاب ونشره أبو أنس علي بن حسين أبو لوز؛ الذي قال في مقدمته بعد مقدمة الشيخ الجبرين: بعد أن انتهى الشيخ من قراءة الشرح وتصحيحه أذن لي بطبعه و نشره.